# 上宝村立本郷小学校大原冬季分校
上宝村立本郷小学校大原冬季分校（かみたからそんしりつ ほんごうしょうがっこう　おおはらとうきぶんこう）は、かつて岐阜県吉城郡上宝村（現・高山市）に存在した公立小学校の冬季分校。

## 概要
- 上宝村大字鼠餅字大原に存在した上宝村立本郷小学校の冬季分校であった。分校があった大字鼠餅字大原は高原川支流の沢上谷の上流部に存在した集落である。過疎化により廃校。大原集落も昭和50年代に廃村となった。
- 元々は上宝村立長倉小学校の冬季分校であり、1968年に長倉小学校が本郷小学校に統合されたことにより本郷小学校の分校になった。よって、本郷小学校の分校であったのは約1年である。

## 沿革
- 1912年（明治45年） - 上宝村大字鼠餅字大原に長倉尋常小学校大原冬季分教場を設置。
- 1921年（大正10年） - 上宝第四尋常小学校大原冬季分教場に改称する。
- 1941年（昭和16年）4月1日 - 上宝第四国民学校大原冬季分教場に改称する。
- 1947年（昭和22年）4月1日 - 上宝村立上宝第四小学校大原冬季分校に改称する。
- 1959年（昭和34年）4月 - 上宝村立長倉小学校大原冬季分校に改称する。この時点での児童数は9名。
- 1968年（昭和43年）3月 - 長倉小学校が本郷小学校に統合され廃校。長倉小学校大原冬季分校は本郷小学校大原冬季分校に改称する。
- 1969年（昭和44年）3月 - 廃校。